# Jesse Collings

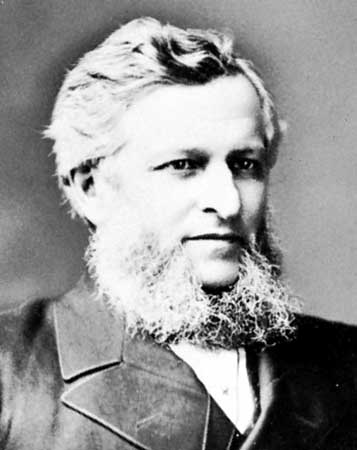
Jesse Collings.

Jesse Collings, född 2 december 1831, död 20 november 1920, var en brittisk politiker och affärsman.
Collings var en av Joseph Chamberlains anhängare i Birmingham och inträdde ungefär samtidigt med denne i det offentliga livet som en av grundarna av National education league (1868). År 1872 grundade han Rural Labourers League för att tillvarata lantbruksarbetarnas intressen. Collings var 1878–1879 borgmästare i Birmingham och 1880–1918 ledamot av underhuset. År 1886 blev han understatssekreterare i Gladstones tredje ministär och gjorde under sin tid där gemensam sak med Chamberlain och avträdde samtidigt med denne. Åren 1895–1902 var han understatssekreterare i inrikesdepartementet i Salisburys koalitionsregering. Collings verksamhet rörde främst lantarbetar- och egnahemsfrågor.
Bland hans skrifter märks Land reform (1906) och The colonisation of rural Britain (2 band, 1914). År 1920 utkom hans självbiografi, Life, i två band.